# Конвой M-16
Конвой M-16 — японський конвой часів Другої світової війни, проведення якого відбувалось у квітні 1944-го.
M-16 належав до серії конвоїв, які в 1943—1944 роках ходили між розташованим на північному сході Нідерландської Ост-Індії островом Хальмахера (зокрема, відігравав важливу роль у постачанні японських сил на заході Нової Гвінеї) та важливим транспортним хабом у Манілі.
До складу конвою увійшли транспорти «Чінкай-Мару» та «Тойо-Мару», тоді як охорону забезпечували тральщик W-30 і торпедний човен «Хаябуса».
5 квітня 1944-го загін вийшов із затоки Кау (глибоко вдається в острів Хальмахера з півночі). Вночі 7 квітня у Філіппінському морі за дві сотні кілометрів на південь від порту Давао (південне узбережжя острова Мінданао) була виявлена субмарина в надводному положенні. Втім, атаки на конвой не сталось і ввечері тієї ж доби він зайшов до Давао, після чого W-30 полишив загін.
У підсумку конвою вдалось пройти без втрат і 13 квітня він досягнув Маніли.